# Bernard Malamud
Bernard Malamud (n. 26 aprilie 1914, New York City, New York, SUA – d. 18 martie 1986, New York City, New York, SUA) a fost un prozator american, evreu de origine. Alături de Saul Bellow, Joseph Heller și Philip Roth este unul din cei mai cunoscuți scriitori evrei americani din secolul al XX-lea. A scris, între altele, nuvele în care a descris viața imigranților evrei în Statele Unite ale Americii. Romanul său The Natural, inspirat din viața jucătorilor de baseball ,a fost adaptat pentru cinema într-un film din 1985 în care a jucat Robert Redford. 
Un alt roman al său, Reparatorul (The Fixer), despre antisemitismul în Imperiul Rus, a fost distins cu Premiul național al cărții (National Book Award) și cu Premiul Pulitzer pentru beletristică.